# 楊裭
楊裭（1471年—？），又作楊褫，字介福，湖廣常德府武陵縣人，民籍，明朝政治人物。

## 生平
弘治五年（1492年）壬子科湖廣鄉試第一名舉人（解元）。弘治九年（1496年）中式丙辰科進士會試第五十一名，二甲第七十名進士。選翰林院庶吉士，授禮科給事中，养病，病愈，十三年四月復除刑科給事中，持正敢言，正德二年（1507年）因忤逆權閹劉瑾致仕。劉瑾倒台，起為吏科給事中，正德六年（1511年）八月升吏科左，十一月升吏科都給事中，七年十一月轉通政使司右通政，提督誊黄，九年五月晉南京太僕寺卿。
有《疏稿詩文》行世。

## 家族
曾祖楊秀顯，按察司僉事；祖父楊暹；父楊瞻之，聽選官。母陳氏。具慶下。